# Kristotomus amurensis
Kristotomus amurensis là một loài tò vò trong họ Ichneumonidae.